# Dłutów Poduchowny
Dłutów Poduchowny – dawna wieś w Polsce, obecnie jest to zachodnia część wsi Dłutów w województwie łódzkim, w powiecie pabianickim, w gminie Dłutów. Historyczna granica Dłutowa Poduchownego z Dłutowem przebiega na południe i zachód od ulicy Krzywej, na zachód od ulicy Spadkowej (łącznie z placem kościelnym) i na północ od ulicy Południowej.
Nazwa Dłutów Poduchowny nadal obowiązuje dla obrębu ewidencyjnego (TERYT 100803_2), obejmującego oprócz zachodniej części Dłutowa także wsie Dłutówek i Borkowice.
Znajduje się tu Parafia Najświętszego Serca Pana Jezusa i Trzech Króli w Dłutowie. Cztery lipy drobnolistne przy kościele w Dłutowie Poduchownym sklasyfikowano jako pomnik przyrody.

## Historia
Dawniej samodzielna wieś. Od 1867 w gminie Dłutów w powiecie łaskim. W okresie międzywojennym należał do woj. łódzkiego. W Pierwszym Narodowym Spisie Powszechnym z 1921 ujęto osobno folwark Dłutów (11 domów, 221 mieszkańców), wieś Dłutów (78 domów, 633 mieszkańców) oraz wieś Dłutów Poduchowny (45 domów, 305 mieszkańców). 2 października 1933 utworzono gromadę Dłutów Poduchowny w granicach gminy Dłutów, składającą się ze wsi Dłutów Poduchowny i Borkowice. Podczas II wojny światowej włączony do III Rzeszy.
Po wojnie Dłutów Poduchowny powrócił do powiatu łaskiego w woj. łódzkim jako jedna z 16 gromad gminy Dłutów. W związku z reorganizacją administracji wiejskiej jesienią 1954, Dłutów Poduchowny wszedł w skład nowej gromady Dłutów.
Od 1973 ponownie w gminie Dłutów. W latach 1975–1998 miejscowość administracyjnie należała do województwa piotrkowskiego.